# František Mikloško
František Mikloško (ur. 2 czerwca 1947 w Nitrze) – słowacki polityk, członek Rady Narodowej od 1990 i jej marszałek w latach 1990–1992, kandydat w wyborach prezydenckich 2004, 2009 i 2019, współzałożyciel partii Konserwatywni Demokraci Słowacji.

## Życiorys
W 1966 ukończył szkołę średnią w Nitrze. W 1971 został absolwentem matematyki na Uniwersytecie Komeńskiego w Bratysławie. W latach 1971–1983 był pracownikiem Słowackiej Akademii Nauk, gdzie uzyskał również doktorat. Później do 1989 z powodu swej dysydenckiej działalności pracował jako robotnik. Był działaczem Społeczeństwa Przeciwko Przemocy, a także podziemnego Kościoła katolickiego na Słowacji.
W 1992 wstąpił do Ruchu Chrześcijańsko-Demokratycznego (KDH). Od 1990 nieprzerwanie zasiadał w Słowackiej Radzie Narodowej (przewodniczył jej w latach 1990–1992), przekształconej następnie w Radzę Narodową. Ostatni raz reelekcję uzyskał w 2006 z ramienia KDH.
W wyborach prezydenckich w 2004 zdobył 6,5% głosów, startował również w wyborach prezydenckich w 2009 (5,4% głosów) i 2019 (5,7% głosów).
Po odejściu z KDH znalazł się wśród założycieli partii Konserwatywni Demokraci Słowacji. W 2010 zrezygnował z ubiegania się o reelekcję w wyborach parlamentarnych. W tym samym roku został członkiem Komitetu Doradczego Europejskiej Sieci Pamięć i Solidarność. W 2012 kandydował do parlamentu krajowego z ramienia Zwyczajnych Ludzi. W 2023 ponownie związał się z KDH, uzyskując z ramienia tej partii w tymże roku mandat posła do Rady Narodowej.

## Odznaczenia
Odznaczony Krzyżem Komandorskim Orderu Zasługi Rzeczypospolitej Polskiej i Orderem Ľudovíta Štúra I klasy.

## Życie prywatne
Ożenił się w 2007, jego żoną została Jana Sasínová.